# Francisco Cantón Salamanca
Francisco Cantón Salamanca; (Rancagua, 26 de abril de 1890-Santiago, 7 de febrero de 1953). Hacendado y político conservador chileno. Alcalde de Rancagua (1935-1938).
Educado en el Liceo de Hombres de Rancagua y en el Colegio de los Sagrados Corazones de Santiago. Se desempeñó como agricultor en la Hacienda La Granja, ubicada en la salida de Rancagua hacia el poniente, que era de propiedad de sus abuelos. También participó de la redacción de un periódico en Rancagua, donde escribía columnas de opinión política.
Militante del Partido Conservador. Fue elegido Alcalde de la Municipalidad de Rancagua (1934-1938). Durante su administración bautizó la calle Tropezón, como avenida General Manuel Baquedano, la cual daba una curva brusca al sur lo que dio origen a su primer nombre. Inauguró la renovación del alcantarillado y amplió las líneas de tendido eléctrico de la ciudad.